# Vespa basalis
|  | Dieser Artikel wurde aufgrund von formalen oder inhaltlichen Mängeln in der Qualitätssicherung Biologie zur Verbesserung eingetragen. Dies geschieht, um die Qualität der Biologie-Artikel auf ein akzeptables Niveau zu bringen. Bitte hilf mit, diesen Artikel zu verbessern! Artikel, die nicht signifikant verbessert werden, können gegebenenfalls gelöscht werden. Lies dazu auch die näheren Informationen in den Mindestanforderungen an Biologie-Artikel. |

Vespa basalis ist eine Hornissenart, die in Taiwan heimisch ist. Sie ist eine der gefährlichsten Hornissenarten auf der Insel, da ihr Gift Ödeme verursacht.  Kolonien können bis zu 5.000 einzelne Hornissen beinhalten.

## Beschreibung
Vespa basalis besitzt ein schwarzes Abdomen, während sowohl Kopf als auch Thorax rotbraun gefärbt sind. Vespa basalis befällt nur die heimkehrenden Arbeiterinnen der Östlichen Honigbiene.

## Verbreitung
Die eher seltene Vespa basalis ist vom östlichen Himalaya bis nach Sumatra verbreitet.

### Eingeschleppt
Nicht bekannt. Ein Exemplar wurde im Juli 2019 in Richmond, British Columbia, Kanada, fotografiert und von mehreren Experten als Vespa basalis identifiziert. Es gab jedoch keine weiteren Sichtungen, sodass angenommen wird, dass dies keine lokale Population repräsentiert.

## Gift und Wirkung
Die aggressive Vespa basalis ist in China für viele Fälle von schweren Vergiftungen verantwortlich. Das Gift von Vespa basalis verursacht verschiedene Arten von Schmerz sowie Wärme- und Druckempfindlichkeit.

## Verwendung
Die Larven und Puppen werden in Taiwan und Teilen Chinas sowie im östlichen Indien gegessen.